# Osttasifeto
| \| Wedomu \|                          |
| Lage in der Provinz Ost-Nusa Tenggara |
| Wedomu                                |

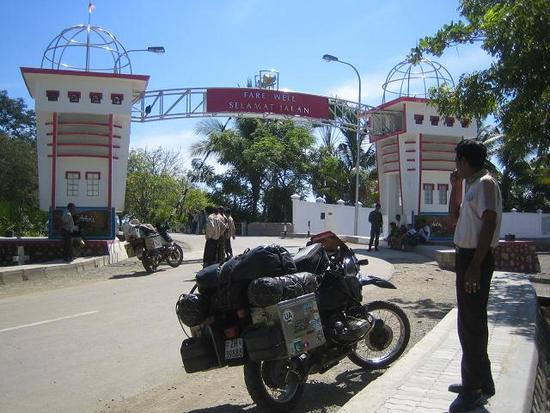
Grenzübergang zu Osttimor

Osttasifeto (indonesisch Tasifeto Timur) ist ein indonesischer Distrikt (Kecamatan) im Regierungsbezirk Belu (Provinz Ost-Nusa Tenggara) auf der Insel Timor.

## Geographie
Osttasifeto liegt im Zentrum des Regierungsbezirks Belu. Im Norden reicht Osttasifeto bis an die Sawusee. Im Westen befinden sich die Distrikte Kakuluk Mesak, Atambua und Westtasifeto (Tasifeto Barat), im Osten Lasiolat, Lamaknen und Südlamaknen (Lamaknen Selatan). Im Norden und Süden grenzt Osttasifeto an den Nachbarstaat Osttimor. Zum osttimoresischen Verwaltungsamt Balibo (Gemeinde Bobonaro) gibt es nahe der Küste in Motaain einen offiziellen Grenzübergang.
Lasiolat war früher Teil von Osttasifeto.
Der Distrikt Osttasifeto teilt sich in die Desas Fatuba’a (1.244 Einwohner 2010), Dafala (1.383), Takirin (871), Manleten (7.334), Umaklaran (1.544), Tulakadi (1.043), Silawan (3.313), Sadi (1.316), Sarabau (661), Bauho (610), Halimodok (1.063) und Tialai (550).
Verwaltungssitz ist Wedomu im Desa Manleten.
Im Weiler Tofi (Desa Wedomu) ist das Infanteriebataillon 744 stationiert.

## Einwohner
2010 lebten in Osttasifeto 20.932 Menschen. Sie gehören mehrheitlich zur Ethnie der nördlichen Tetum und sind in ihrer Mehrheit katholischen Glaubens.